# Lennart Helje
Lennart Helje, född 13 april 1940 i Lima, Malung-Sälens kommun, död 13 oktober 2017 i Växjö, var en svensk målare och tecknare, mest känd för sina julkort med tomtemotiv. Heljes tomte hade sällskap av djur - oftast en räv, även andra svenska vilda djur och fåglar, speciellt skata.
Lennart Helje utbildades vid Berghs Reklamskola. Helje gjorde julkort till bland andra Unicef och illustrerade frimärken samt jul- och nyårsmärken, samt gjorde illustrationer till samlingstallrikar för Arabia. Utställningen ”Utmarker” visades på Smålands museum, Växjö, 2009 – 2010. 
Litteratur: "Den första JULTOMTEN", illustrationer till text av Krister Green - Bokförlag Carlsen 1990 (ISBN 91-510-6095-7) 
Att observera: En finsk konstnär plagierar Lennart Heljes målningar samt gör nya bilder med exakt kopiering av Heljes signering. Helje använde dock en speciell teknik, färg och papper, och en expert bör kunna avgöra om ett original är en "äkta" Helje eller ej.